# タレット旋盤
タレット旋盤（タレットせんばん、英語: turret lathe）は、普通旋盤にタレットと呼ばれる、旋回式の刃物台を取り付けたもの。タレットに複数の刃物（工具）を取り付けておき、これを旋回させることで使用する刃物を切り替える。タレットの回転だけで刃物の交換が可能なため、交換に必要な時間を短縮することができる。おもに大量生産向け。

## 分類
タレット旋盤には多くの種類があるため、大きさ（大型、中型、小型）、制御方法（自動、手動、コンピュータ制御）、台の向き（水平、垂直）などで分類されている。